# Třída Ojašio
Třída Ojašio je třída diesel-elektrických ponorek Japonských námořních sil sebeobrany. Všech 11 postavených člunů je stále v aktivní službě.

## Stavba
Loděnice Mitsubishi Heavy Industries a Kawasaki Shipbuilding Corporation postavily v letech 1994–2008 celkem 11 jednotek této třídy.
Jednotky třídy Ojašio:
| Jméno            | Založení kýlu   | Spuštěna           | Vstup do služby | Status                                                            |
| ---------------- | --------------- | ------------------ | --------------- | ----------------------------------------------------------------- |
| Ojašio (SS-590)  | 26. ledna 1994  | 15. října 1996     | 16. března 1998 | od 6. března 2015 cvičná loď (TSS-3608), vyřazena 17. března 2023 |
| Mičišio (SS-591) | 16. února 1995  | 18. září 1997      | 10. března 1999 | od 27. února 2017 cvičná loď (TSS-3609), vyřazena 14. března 2025 |
| Uzušio (SS-592)  | 6. března 1996  | 15. října 1998     | 9. března 2000  | aktivní                                                           |
| Makišio (SS-593) | 26. března 1997 | 22. září 1999      | 29. března 2001 | od 17. března 2023 cvičná loď (TSS-3610), aktivní                 |
| Isošio (SS-594)  | 9. března 1998  | 27. listopadu 2000 | 14. března 2002 | od 14. března 2025 cvičná loď (TSS-3611), aktivní                 |
| Narušio (SS-595) | 2. dubna 1999   | 4. října 2001      | 3. března 2003  | aktivní                                                           |
| Kurošio (SS-596) | 27. března 2000 | 23. října 2002     | 8. března 2004  | aktivní                                                           |
| Takašio (SS-597) | 30. ledna 2001  | 1. října 2003      | 9. března 2005  | aktivní                                                           |
| Jaešio (SS-598)  | 15. ledna 2002  | 4. listopadu 2004  | 9. března 2006  | aktivní                                                           |
| Setošio (SS-599) | 23. ledna 2003  | 5. října 2005      | 28. února 2007  | aktivní                                                           |
| Močišio (SS-600) | 23. února 2004  | 6. listopadu 2006  | 6. března 2008  | aktivní                                                           |

## Konstrukce

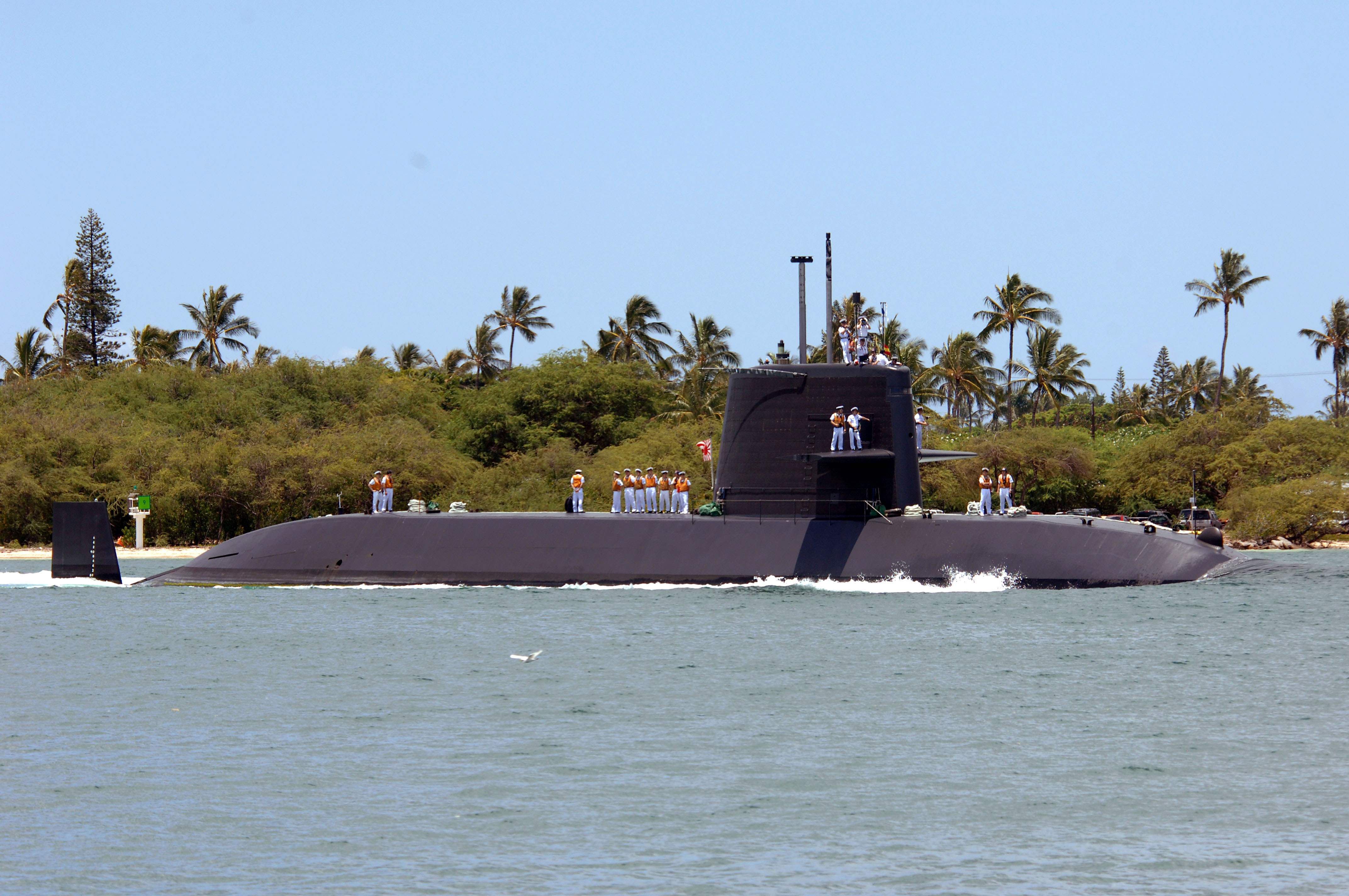
Narušio (SS-595)

Močišio (SS-600)

Na rozdíl od předchozích tříd tyto ponorky nemají kapkový tvar trupu. Trup ponorky je vyroben z vysokopevnostní oceli a je pokryt anechoickým materiálem znesnadňujícím vystopování ponorky. Ta se ostatně vyznačuje velice nízkou hlučností. Výzbroj tvoří šest 533mm torpédometů HU-605, ze kterých jsou odpalována po drátě naváděná torpéda typu 89 či protilodní střely UGM-84D Harpoon. Ponorka na palubě nese 20 dlouhých zbraní. Radar je typu JRC ZPS-6 a sonar typu Hughes/Oki ZQQ-6.
Pohonný systém je diesel-elektrické koncepce. Tvoří ho dva diesely Kawasaki-MAN 12V 25/25S, dva alternátory Kawasaki a dva elektromotory Toshiba. Energii uchovávaly dva sady baterií. Lodní šroub je jeden. Ponorky dosahují rychlosti 12 uzlů při plavbě na hladině a 20 uzlů pod hladinou.